# Austrolimnophila geographica
Austrolimnophila geographica là một loài ruồi trong họ Limoniidae. Chúng phân bố ở miền Australasia.